# Laurence Olivier Award alla migliore attrice non protagonista in un musical
Il Premio Laurence Olivier alla migliore attrice non protagonista in un musical (Laurence Olivier Award for Best Actress in a Supporting Role in a Musical) è un riconoscimento teatrale presentato dal 2015 che viene consegnato alle migliori attrici in ruoli da non protagonisti in musical nuovi o revival.
Il premio nasce nel 1976 e nel 1979 viene creato un premio appositamente per le attrice femminili; il premio nasce come Society of West End Theatre Awards, poi ribattezzato in nome del celebre attore nel 1984.
Dal 1991 esisteva la categoria miglior performance in un ruolo non protagonista in un musical, che premiava indistintamente attori e attrici non protagonisti in un'unica categoria. Dal 2015 la categoria è stata divisa in migliore attrice non protagonista in un musical e miglior attore non protagonista in un musical.

## Vincitrici e candidati

### Anni 2010
- 2015[2]
  - Lorna Want - Beautiful: The Carole King Musical nel ruolo di Cynthia Weil
  - Samantha Bond - Dirty Rotten Scoundrels nel ruolo di Muriel Eubanks
  - Haydn Gwynne - Women on the Verge of a Nervous Breakdown nel ruolo di Lucia
  - Nicole Scherzinger - Cats nel ruolo di Grizabella
- 2016[3]
  - Lara Pulver - Gypsy: A Musical Fable nel ruolo di Louise
  - Preeya Kalidas - Bend It Like Beckham the Musical nel ruolo di Pinky
  - Amy Lennox - Kinky Boots nel ruolo di Lauren
  - Emma Williams - Mrs Henderson Presents nel ruolo di Maureen
- 2017[4]
  - Rebecca Trehearn - Show Boat nel ruolo di Julie LaVerne
  - Haydn Gwynne - L'opera da tre soldi nel ruolo di Celia Peachum
  - Victoria Hamilton-Barritt - Murder Ballad nel ruolo della narratrice
  - Emma Williams - Half a Sixpence nel ruolo di Helen Walsingham
- 2018[5]
  - Sheila Atim - Girl From The North Country nel ruolo di Marianne Lane
  - Tracie Bennett - Follies nel ruolo di Carlotta Campion
  - Rachel John - Hamilton nel ruolo di Angelica Schuyler Church
  - Lesley Joseph - Young Frankenstein nel ruolo di Frau Blücher
- 2019[6]
  - Patti LuPone - Company nel ruolo di Joanne
  - Aimie Atkinson, Alexia McIntosh, Millie O'Connell, Natalie Paris, Maiya Quansah-Breed e Jarneia Richard-Noel - Six nei ruolo delle Regine
  - Ruthie Ann Miles - The King and I nel ruolo di Lady Thiang
  - Rachel Tucker - Come from Away nei ruoli di Annette e Beverley Bass

### Anni 2020
- 2020[7][8]
  - Cassidy Janson - & Juliet nel ruolo di Anne Hathaway
  - Lucy Anderson - Dear Evan Hansen nel ruolo di Zoe Murphy
  - Petula Clark - Mary Poppins nel ruolo di Bird Lady
  - Lauren Ward - Dear Evan Hansen nel ruolo di Cynthia Murphy
- 2022[9][10]
  - Liza Sadovy - Cabaret nel ruolo di Fraulein Schneider
  - Gabrielle Brooks - Get Up, Stand Up! The Bob Marley Musical nel ruolo di Rita Marley
  - Victoria Hamilton-Barritt - Cinderella nel ruolo della matrigna
  - Carly Mercedes Dyer - Anything Goes nel ruolo di Irma
- 2023[11][12]
  - Beverley Knight - Sylvia nel ruolo di Emmeline Pankhurst
  - Maimuna Memon - Standing At The Sky’s Edge nel ruolo di Nikki
  - Liza Sadovy - Oklahoma! nel ruolo di Zia Eller
  - Marisha Wallace - Oklahoma! nel ruolo di Ado Annie
- 2024[13][14]
  - Amy Trigg - The Little Big Things nel ruolo di Agnes
  - Grace Hodgett Young - Sunset Boulevard nel ruolo di Betty Schaefer
  - Zoë Roberts - Operation Mincemeat nel ruolo di vari personaggi
  - Eleanor Worthington-Cox - Next to Normal nel ruolo di Natalie Goodman
- 2025
  - Maimuna Memon - Natasha, Pierre and the Great Comet of 1812 nel ruolo di Sonja Rostova
  - Liv Andrusier - Fiddler on the Roof nel ruolo di Tzeitel
  - Amy Di Bartolomeo - The Devil Wears Prada nel ruolo di Emily
  - Beverley Klein - Fiddler on the Roof nel ruolo di Yente